# 1896年夏季奧林匹克運動會體操比賽—男子繩索攀登
1896年夏季奧運會男子繩索攀登體操比賽是該屆奧運會體操項目中的其中一個比賽項目，亦是體操比賽的最後一項比賽，於4月10日舉行。繩索攀登比賽中攀繩長14米，懸掛在一個框架上，比賽結果考慮選手完成攀登的時間，未能攀登到頂端的選手則根據攀登的距離進行排名。共有五名選手參加比賽，其中兩名希臘選手成為唯一完成攀登的兩名選手，獲得了前兩名的榮譽。德國選手弗里茨·霍夫曼獲得銅牌，而舉重冠軍維高·贊臣和朗塞斯頓·埃利奧特分別排名第四和第五。

## 比賽形式
攀繩比賽的攀爬高度為14米，繩子光滑沒有結。完成攀爬的選手根據攀登的時間進行排名，而未攀登到頂端的選手則根據攀爬高度進行排名。

## 賽程
| 日期          | 階段 |
| ------------- | ---- |
| 1896年4月10日 | 決賽 |

## 比賽結果
根據成績對於贊臣和埃利奧特攀爬的高度沒有確切的記錄，但據信贊臣攀爬的高度比埃利奧特高，兩人攀爬的高度均不到12.5米。完成攀登選手的時間也沒有確切的記錄。安德里亞科普洛斯用時23.4秒完成比賽，比克賽納基斯要快，但克賽納基斯的具體用時未知。
| 排名 | 選手                      | 國家 | 高度 (m) |
| ---- | ------------------------- | ---- | -------- |
| 金牌 | 尼古勞斯·安德里亞科普洛斯 | 希腊 | 14.0     |
| 銀牌 | 托馬斯·克賽納基斯         | 希腊 | 14.0     |
| 銅牌 | 弗里茨·霍夫曼             | 德国 | 12.5     |
| 4    | 維高·贊臣                 | 丹麦 | 不詳     |
| 5    | 朗塞斯頓·埃利奧特         | 英国 | 不詳     |